# Atenció farmacèutica
L'atenció farmacèutica o farmàcia assistencial és un procés cooperatiu per a la provisió responsable de teràpia farmacològica a un pacient considerat individualment. Aquesta especialitat de la pràctica farmacèutica tracta de cercar, prevenir i resoldre problemes relacionats amb els medicaments, per a aconseguir que el fàrmac faça al pacient allò que el metge espera. En aquest procés interaccionen el farmacèutic, el pacient i el metge.

La definició que hi dona el Consens d'Atenció farmacèutica és: 
| « | ATENCIÓ FARMACÈUTICA és la participació activa del farmacèutic per a l'assistència al pacient en la dispensació i seguiment d'un tractament farmacoterapèutic, cooperant així amb el metge i altres professionals sanitaris amb la fi d'aconseguir resultats que milloren la qualitat de vida del pacient. També comporta la implicació del farmacèutic en activitats que proporcionen bona salut i previnguen les malalties. | » |

## Naixement de l'atenció farmacèutica
L'Atenció Farmacèutica actual naix als EUA de la mà de Charles D. Hepler i Linda M. Strand amb l'article Opportunities and responsibilities in pharmaceutical care (Oportunitats i responsabilitats en l'atenció farmacéutica) publicat a l'American Journal of Hospital Pharmacy l'any 1990. En aquest article es recull el canvi que hi ha hagut en les professions sanitàries i la possibilitat que té el farmacèutic de madurar com a professió, deixar a banda el sectarisme i canviar els rols de simples dispensadors de medicaments, degut a la pèrdua dels rols apotecaris com la fabricació dels medicaments i la prohibició el 1922 per l'American Pharmaceutical Association de què un farmacèutic no pot comentar al pacient el contingut i els efectes terapèutics d'un medicament prescrit per un metge. Tot açò, proposa al farmacèutic de fer-se responsable de la farmacoteràpia del pacient i de reduir preventivament la morbi-mortalitat relacionada amb els medicaments.

## L'atenció farmacèutica actualment
L'atenció farmacèutica a Espanya és definida pel Consens d'Atenció Farmacèutica, el qual engloba les tasques del farmacèutic orientades cap al pacient: la dispensació de medicament/s, el consell o la consulta sobre aquest/s medicament/s o altres qüestions relacionades i un seguiment dels tractaments farmacològics personalitzat.
En l'actualitat a Espanya suposa una especialitat possible d'un llicenciat en farmàcia, que vulga dedicar-se al món de les oficines de farmàcia, mitjançant un màster i encara està en procés de desenvolupament a les oficines de farmàcia.
En altres països, com als Estats Units, l'atenció farmacèutica ha estat enfocada en assessories farmacèutiques com a consultes i aquestes ja s'assemblen als metges de consultes i moltes companyies farmacèutiques ofereixen aquest servei junt a serveis d'infermeria o d'assistència a gent major.